# Condominio Draconis
El Condominio Draconis es uno de los cinco Estados Sucesores de la Esfera Interior, región del espacio conocido en el universo de ficción de BattleTech. El Condominio  está gobernado por el Coordinador, el jefe de la Casa Kurita. Su corte se encuentra en Luthien. Aparte del período comprendido entre 2421 y 2510, el Combinado Draconis ha sido gobernado por la Casa Kurita desde su fundación en 2319 por Shiro Kurita, según la ficción de battletech, quizás un descendiente de Takeo Kurita, un vicealmirante de la Armada Imperial Japonesa durante la Segunda Guerra Mundial en Terra.
El Coordinador es un dictador hereditario, que afianza su dominio armado con un ejército fanático y bien equipado y una burocracia civil omnipresente y omnisciente. Dos agencias de inteligencia rivales, las FIS (Fuerza Interna de Seguridad) y la O5P (Orden de los Cinco Pilares) vigilan cualquier potencial amenaza interna  ¡de los plebeyos, nobles ambiciosos y miembros de la propia familia del Coordinador, Sin embargo, la protección física del Coordinador recae en su propia cohorte personal, quienes son reclutados por el ejército, no por los servicios de inteligencia.
La idea fija del Condominio y el Coordinador es la conquista. El Condominio emplea un ejército grande y capacitado, el DCMS, que a menudo se ha utilizado para expandir el reino a expensas de sus vecinos. 

## Historia
El Japón medieval en el futuro, es la mejor definición del Condominio Draconis. Colonizado por japoneses, árabes y otras minorías entre las que se encuentran nórdicos, africanos y españoles, cualquier vestigio de cultura ajena a la japonesa fue brutalmente eliminada por los primeros Coordinadores de la casa. 
Las raíces del Condominio Draconis se encuentran en la Alianza de Galedon entre los mundos Galedon V y Nueva Samarkanda. Bajo el liderazgo de Shiro Kurita, la Alianza, rebautizada como Condominio Draconis en 2319, utilizó amenazas, intimidación, engaño y conquista militar para expandirse. Shiro estableció la Casa Kurita como la dinastía gobernante del Condominio, cuyo reinado fue interrumpido solo por el gobierno de la familia Von Rohrs desde 2421 hasta que fueron aniquilados en 2510. El Primer Coordinador fue responsable de integrar muchos reinos vecinos en el Condominio, con dos excepciones: un asalto al Principado de Rasalhague en 2330 tuvo un gran éxito, aunque la integración de los Rasalhagianos en la cultura draconiana fue fuertemente resistida y permaneció como estado vasallo durante algún tiempo. El Condominio también intentó conquistar los mundos Azami en 2497 con un éxito limitado.
El Condominio fue la última nación de la Esfera Interior en unirse a la Liga Estelar. Tras el colapso de la Liga, el Coordinador Minoru Kurita fue el primero de los cinco grandes señores del Consejo en declararse Primer Señor, lo que llevó a la Primera Guerra de Sucesión. Las guerras de sucesión no fueron amables con la humanidad y crearon un retroceso en la tecnología. Se considera que el final no oficial de la Tercera Guerra de Sucesión es 3025.
Después de la Cuarta Guerra de Sucesión y frente a la perspectiva de un super-estado rodeando todas sus fronteras, la Mancomunidad Federada, el Condominio reconoció la independencia de la República Libre de Rasalhague para crear un estado amortiguador con la parte lirana de la Mancomunidad y se aseguró armas de alta tecnología a través de ComStar. Estas armas resultaron útiles cuando la Mancomunidad comenzó la Guerra de 3039 atacando sus fronteras.
La Invasión de los Clanes implicó en una gran pérdida territorial para el Condominio, ya que incluso la capital Luthien vio una de las batallas más grandes de la guerra, aunque muchos mundos se recuperaron en la Operación Bulldog. El coordinador Theodore Kurita también fue responsable de relajar algo el rígido tradicionalismo dentro del ejército, permitiendo que más mujeres llegaran a altos rangos y disminuyendo el impacto del bushido en sus tropas para que estuvieran más dispuestos a aceptar tácticas flexibles que serían útiles contra los clanes. La reaccionaria kokuryu-kai o Sociedad del Dragón Negro se opuso a sus reformas y lanzó una rebelión a gran escala al mismo tiempo que la Palabra de Blake comenzaba su Jihad.
El Condominio emergió de la Jihad debilitado, aunque todavía poderoso en comparación con sus vecinos. Después del apagón de la red de comunicaciones GHP en 3132, el Condominio lanzó una invasión contra la República de la Esfera. Una serie de asesinatos colocó a Yori Kurita, el descendiente ilegítimo de Theodore, en el trono.

## Los cinco pilares
Según la tradición kuritana, el Condominio Draconis está sostenido por cinco pilares, cada uno de los cuales simboliza un aspecto de la sociedad draconiana: el Pilar de Oro, que representa al gobierno; el Pilar de Acero, que representa a los militares; el Pilar de Teca, que representa a la gente y la cultura; el Pilar de Marfil, que representa la filosofía y la religión; y el Pilar de Jade, que representa la economía. Los cinco pilares trabajan juntos para apoyar el destino manifiesto de la Casa Kurita de conquistar todo el espacio conocido.

### El pilar de oro
El oro es precioso no solo por el valor que la humanidad le ha dado desde el comienzo de la historia, sino por sus aplicaciones prácticas: un conductor eléctrico natural, el oro es maleable y resistente a la corrosión o al combinarse con otros elementos. Tal es la forma del gobierno del Condominio, actuando como un barniz dorado que agrega belleza y utilidad, inspirando a la gente a trabajar hacia un objetivo común, evitando convertirse en una carga contra la que podrían rebelarse.
El Coordinador
En el centro del gobierno está el Coordinador, encarnando todo lo que es el Condominio; cuando una persona hace referencia al "Dragón", a menudo se hace poca distinción entre el Coordinador como persona y el Condominio como un todo, y aunque técnicamente no se adora como divino, sus órdenes se cumplen como si lo fuera. Algunos Coordinadores han adoptado un enfoque activo para gobernar el Condominio, pero los más exitosos han tendido a actuar menos y observar más, haciendo cumplir su voluntad indirectamente. Cuando el Coordinador habla, puede puede hacerlo forma de sugerencias a otros, en forma de parábola o "haiku". Así, si se presenta un problema, la culpa no recae directamente sobre el Coordinador sino sobre quien no cumplió correctamente sus deseos.
Cumpliendo la voluntad del Coordinador está la nobleza kuritana, de los cuales los más importantes después del Coordinador son los Señores de la Guerra. A éstos les siguen los jefes de los cinco ministerios, los líderes civiles de distrito y prefectura, y los que tienen títulos nobiliarios a fuerza de sus propiedades territoriales o corporativas. Los nobles menos considerados, pero mejor situados, son los que trabajan únicamente en la Corte Real; como los simples mortales no pueden entrar en contacto con el Coordinador, incluso los trabajadores sanitarios deben tener títulos nobiliarios. Tales "kuri" o sanguijuelas a veces pueden ser útiles como un medio para llamar la atención de una persona de alto cargo o incluso del propio Coordinador.
Los ministerios
El gobierno diario del Combinado lo llevan a cabo cinco Ministerios, cada uno liderado por un jefe de ministro, con los ministros de las oficinas individuales o subministros que les reportan, quienes a su vez son reportados por los jefes de subdivisiones de las oficinas o miembros de los comités. Los ministros principales y subministros son todos miembros de la nobleza, al igual que la mayoría de los miembros del comité. Aparentemente, cada ministerio tiene responsabilidades claras, pero la naturaleza bizantina de la burocracia draconiana a menudo significa que incluso una simple solicitud podría requerir las huellas dactilares de múltiples agencias, e incluso los funcionarios públicos más verteranos con una larga carrera de servicio podrían no estar completamente seguros de las autorizaciones de quién o de qué formas pueden ser requeridas. Dado que muchos burócratas son conocidos por pecar de cautelosos, los mejores administradores locales (además de tener las conexiones correctas) son expertos en Rensikuro-bu (la Danza de Esperar y Sonreír) y Rurdu-Koba-tsö (Encontrar el queso en el Laberinto).
Los nombres formales de los ministerios, y muchas de sus oficinas, pueden parecer diseñados a propósito para oscurecer su función real.
- Ministerio de Expansión de las Glorias del Condominio Draconis: El Ministerio de Guerra o Hyöbushö está a cargo de todos los aspectos del ejército, por lo que es el más importante de los cinco. Las principales divisiones del Ministerio de la Guerra son:[8]
  - Departamento de Adoctrinamiento
  - Oficina de Sustitución
  - Asamblea del Gran Inquisidor
  - Departamento de Adquisiciones
  - Autoridad Portuaria de Draconis
  - Oficina de Administración
  - Oficina de Coordinación Militar del Condominio
  - DCMS (ejército)
  - Almirantazgo del Condomino Draconis
  - Enlace de soldado profesional
  - Médicos del dragón
  - Soporte e ingeniería del Condominio
  - Alto Mando del Condominio Draconis

- Ministerio de Riqueza y Desembolso de Activos: El Ministerio del Tesoro o Ökurashö gobierna la economía draconiana, estableciendo la política comercial, los derechos de los trabajadores y acuñando el Ryu, la moneda kurtana, además de asignar fondos a otros ministerios. También es uno de los ministerios más complicados, que contiene oficinas que aparentemente pertenecen a otros lugares (como la Oficina de Nutrición responsable de la asignación de alimentos). Las divisiones del Ministerio de Hacienda son las más complicadas de toda la burocracia.[9]
  - Oficina de Alimentación (asignación de alimentos), aunque realmente parece pertenecer al Ministerio del Interior
  - Oficina de Crecimiento Humano, que parecería pertenecer al Ministerio de Hacienda
  - Oficina de Comercio Interestelar cubre las aduanas, aranceles, así como el desarrollo y control del comercio interestelar
  - Oficina de Economía Cambio y Expansión (cubre el desarrollo y control del comercio interestelar)
  - Oficina de Control de la Distribución de Activos Simbólicos (circulación de dinero)
  - Oficina de Activos Simbólicos (la ceca)
  - Oficina de Recompensa Justa por el Trabajo (escalas salariales de los trabajadores)
  - Oficina de Protección al Trabajador (seguridad ocupacional)
  - Oficina de Devoluciones de Extranjeros (cambio de moneda extranjera)
  - Oficina de Desarrollo de hermanos del tratado (enlace comercial con las casas Marik y Liao)
  - Oficina de Desarrollo de Tierras Sin Explotar (enlace comercial de la periferia)
  - Ecónomo es la oficina más importante de todas y a menudo se confunde con la Oficina de Burocracia, pero el Ecónomo asigna fondos para todos los demás ministerios y oficinas.

- El Ministerio de Bienestar de la Tierra y los Pueblos: el Ministerio del Interior o Minbushö es responsable de todo lo que no esté cubierto por otro ministerio, incluidas las condiciones de vida, el medio ambiente y el asentamiento de nuevos planetas. Las principales divisiones del Ministerio del Interior son:[10]
  - Oficina de Adoctrinamiento General (educación)
  - Oficina de Refugio (vivienda)
  - Oficina de Salud y Felicidad (atención médica)
  - Oficina de Crecimiento Humano (asignación de trabajadores)
  - Oficina de Conservación y Salvamento de Recursos (preocupaciones ambientales y de reciclaje)
  - Oficina de Plantas y Animales Domesticados (agricultura)
  - Oficina de Plantas y Animales Naturales (silvicultura)
  - Oficina de Burocracia
  - Oficina de Comodidad Interior Amigable y Preocupaciones se creó para lograr la armonía intercultural después de la integración del Clan Gatos Nova en la sociedad draconiana después de la Operación Bulldog y la creciente inquietud de los Azami.

- El Ministerio de Orden Pacífica y Honor: El Ministerio de Justicia o Kakun maneja la ley y el orden dentro del Combinado; Si bien los ciudadanos tienen libertades civiles, la estrecha cooperación entre los tribunales y la policía garantiza que se imparta justicia a quienes la merecen. Las principales divisiones del Ministerio de Justicia son:[11]
  - Cuerpo de Orientación Civil (Los Persuasores Amistosos, la policía civil)
  - Patrulla de Vecinos (Vigilancia del vecindario civil y vigilantes)
  - Salones de la Justicia Rápida (tribunal penal)
  - Maquinaria de resolución pacífica de conflictos (tribunal civil)
  - Honor garantizado para los sirvientes de Kurita (corte noble)
  - Oficina de Persuasión Confinada (prisiones)
  - Oficina de Información Oficial (noticias y propaganda)

- El Ministerio de los Servidores del Combinado Draconis: El Ministerio de la Corte o Kazoku maneja una variedad de funciones diferentes, la mayoría asociadas con la nobleza y las funciones de la corte. Por ejemplo, los Vigilantes de la Casa dirigen el Palacio Imperial en Lúthien mientras que el Comité de Eventos Especiales planifica todas las ceremonias de la corte, incluida la presentación de los honores militares, la ceremonia de la Purificación del Espíritu y la Celebración del Cumpleaños del Coordinador. Las principales divisiones del Ministerio de la Corte son:[12]
  - Oficina de Hospitalidad Hacia Nuevas Tierras, que asigna gobernadores a los planetas recién conquistados
  - Comité de Unidad Planetaria
  - Guardián del Honor de la Casa (la sección más poderosa del Ministerio de la Corte), también llamado Orden de los Cinco Pilares, que no se rige por nadie más que el Guardián del Honor de la Familia pero es técnicamente parte del ministerio de modo que puede recurrir a los servicios del gobierno a través de canales oficiales.
  - Vigilantes de la Casa (que dirigen el Palacio Real)
  - Personal de Interior de la Coordinadora (cocineros y médicos de la Coordinadora)
  - Comité de Eventos Especiales, que planifica las ceremonias de la corte.

Divisiones políticas
Dependiendo del momento histórico, el Condominio se divide ha estado dividido entre tres y cinco Distritos. Existen distritos militares y distritos gubernamentales, y aunque los nombres son los mismos y las áreas que controlan son casi idénticas, existen diferencias territoriales ocasionales entre los dos. Cada comandante de distrito militar, o señor de la guerra, tiene la última palabra sobre cualquier decisión dentro de su área de operación, pero en gran medida deja las operaciones diarias en manos de los gobernadores de distrito o del Shogun.
Cada distrito, a su vez, se divide en prefecturas, que imitan la forma de los distritos al tener un líder militar y civil. Los jefes de prefectura o prefectos manejan la administración civil de sus regiones y son (desafortunadamente) los más responsables de atender las solicitudes de los ministerios. En teoría, los comandantes de las prefecturas militares también tienen la última palabra sobre las decisiones gubernamentales dentro de su área, aunque, como suele ser el caso, los comandantes de sus distritos mantienen un estricto control sobre ellos y emiten órdenes directamente a las unidades dentro de su área, evitando cualquier posible desafío a su poder. o la voluntad del Dragón.
Por último, cada planeta está gobernado por un presidente planetario, que puede establecer leyes y gobernar el planeta como mejor le parezca ... siempre con la aprobación del coordinador. Este nivel de autonomía permite a los planetas individuales la flexibilidad de abordar problemas únicos en su situación. Los presidentes también pueden ejercer autoridad sobre su milicia planetaria, aunque las unidades permanecen en última instancia bajo el mando del Alto Mando del DCMS. Sin embargo, si se cree que un Presidente Planetario está operando en contra de los deseos del Coordinador, rápidamente se verá destituido de una posición de autoridad.
Cada distrito y prefectura también envía un representante, elegido por el Shogun, para servir en el Comité de Unidad Planetaria, que nominalmente establece la política para todo el Condominio. Sin embargo, se concede muy poco poder al Comité; pueden, por ejemplo, discutir asuntos menores entre planetas individuales, pero no pueden promulgar leyes. Su verdadero propósito es actuar como mensajeros, informando los deseos del Coordinador a los gobernadores de distrito y prefectos, dando tiempo a los representantes para intercambiar favores o participar en juegos políticos mezquinos.

### El pilar de acero
En la época del Japón feudal, se decía que el acero utilizado en la creación de las katanas tenía propiedades místicas, lo que las convertía en las mejores armas jamás creadas. Los samuráis tenían sus espadas en alta estima y las transmitían de generación en generación. Sin embargo, que un samurái perdiera su espada era un acto de gran deshonra y debía evitarse a toda costa. Tal es la consideración puesta en las fuerzas armadas del Condomio Draconis, que representan el central y más importante de los cinco pilares. Como agente principal en la realización del mandato de la Casa Kurita de conquistar todo, la suerte de los militares está estrechamente ligada a la del estado; a medida que se avanza en el ejército, también se hace en el Condomio.
El ejército del Condomino, el DCMS (DCMS), ha sido tradicionalmente uno de los más fuertes en la Esfera Interior. El Condominio se fundó sobre los principios del bushido, el camino del guerrero. Gracias a esto, el ejército tiene una gran cantidad de personas capacitadas a las que recurrir. El alistamiento en el DCMS se considera la forma más rápida de progresar en el estado, ya que se respeta a todas las personas en el ejército, incluso a un humilde fusilero. Al DCMS también se le conoce como el Brazo del Dragón.

### El pilar de Teca
La teca se encuentra entre las maderas más resistentes e imperecederas utilizadas por los seres humanos para la construcción; El Palacio de la Unidad, hogar del Coordinador, está construido y decorado principalmente con este valioso material. Sin embargo, mientras que la teca ha florecido tradicionalmente en los climas cálidos y húmedos de Terra, los esfuerzos para trasplantarla en otros planetas han fracasado en gran medida. Dentro del Condominio, al principio solo en el planeta Jabuka era capaz de prosperar la teca, aunque después de la partición de Rasalhague, también se descubrió que Pusht-i-rud y Cylene tenían condiciones de crecimiento adecuadas. Lo mismo ocurre con la sociedad de los Combine: a través de un cultivo cuidadoso, la gente del Dragón es una fuente confiable y duradera de fuerza para el reino.
Según lo decretado por el Primer Coordinador, la sociedad draconiana está altamente estratificada. En la cúspide están la nobleza o kuge, encargada de dirigir gran parte del gobierno, seguida de los guerreros o buke, que luchan por la gloria del Dragón. La clase media engloba una amplia gama de profesionales, seguida de los plebeyos o henin que realizan el trabajo manual en la sociedad. En la parte inferior están los improductivos, compuestos por indeseables de la sociedad, incluidos elementos criminales como la yakuza. Rara vez un draconiano es capaz de elevarse por encima de su posición, pero sorprendentemente la mayoría está contenta con su lugar en la sociedad. Esto es gracias al adoctrinamiento que refuerza una identidad colectiva y la adhesión al Dictum Honorium e inculca en el ciudadano medio la glorificación de los militares y la sospecha de todos los forasteros; para muchos Draconianos, la única vez que visitarán un mundo que no sea del Condominio es para conquistarlo
Las tradiciones culturales japonesas, como las ceremonias del té, las geishas y las compañías de teatro Nohkabu, dominan en el Condominio Draconis a pesar de que la mayoría de los draconianos son de ascendencia no japonesa. Esta hegemonía cultural fue informal al principio, recibiendo un impulso en popularidad después de la construcción de la Ciudad Imperial según las líneas tradicionales, pero rápidamente se convirtió en política oficial del gobierno cuando Urizen Kurita instituyó el Kokugaku o programa de Aprendizaje Nacional, enfatizando la historia de Japón y su idioma.  Las críticas de que un enfoque cultural tan estricto sirve como un medio para discriminar a los no japoneses han sido recibidas con garantías de varios Coordinadores de que todos los que demuestren lealtad al Dragón siempre serán respetados. Por ejemplo, Takiro Kurita suavizó el Kokugaku al exigir el idioma japonés solo para aquellos que ingresan a ocupaciones gubernamentales y militares, y la Escuela de Investigación Cultural en Al Na'ir se dedica a explorar las diversas tradiciones que componen el Condominio y cómo aspectos de cada uno se incorporan para crear una mayor cultura draconiana.
Esta adhesión a las normas tradicionales explica la posición de la mujer en la sociedad del condominio, que a menudo es la de ama de casa y madre. No existen barreras formales para que las mujeres accedan a la educación superior o se unan al ejército, y algunas (especialmente las de alta cuna) han alcanzado posiciones importantes en las esferas política, empresarial y militar, pero pocas alcanzan el mismo nivel de igualdad que sus homólogos masculinos. Cuando Siriwan McAllister-Kurita se convirtió en la primera mujer Coordinadora, la idea de una mujer sentada en el Trono del Crisantemo no fue fácilmente aceptada entre la nobleza patriarcal, aunque sus éxitos abrieron la puerta a futuras gobernantes. Dentro del ejército, pocas mujeres habían alcanzado el rango de General y ninguna había sido nombrada Señor de la Guerra antes del siglo 31, pero eso cambió bajo Theodore Kurita a medida que más mujeres fueron promovidas a rangos más altos y Tomoe Sakade se convirtió en la primera mujer del Condominio. Señor de la guerra en 3062.

### El pilar de marfil
El marfil es el único material de los cinco pilares que se obtiene de animales vivos, específicamente aquellos a los que les crecen los colmillos. A medida que estos animales crecen hasta la edad adulta, también lo hacen sus colmillos, que se acumulan en capas; la primera capa, la más externa, se endurece en una barrera protectora sobre la suavidad creciente de cada capa interna. Lo mismo ocurre con las filosofías y la religión que gobiernan a los pueblos del Combine, creciendo con la expansión de la Casa Kurita y se les asignó un modo de fe más adecuado para ellos, todos los cuales están protegidos por la fuerza de carácter inculcada en el Condominio por el Primer Coordinador y las proscripciones del Dictum Honorium según lo confirma la Orden de los Cinco Pilares.
Poco después de convertirse en Primer Coordinador, Shiro Kurita rápidamente asumió también el papel de líder espiritual de Condominio. Después de los éxitos que había logrado en la creación de su reino interestelar, muchos creyeron que ellos también podrían alcanzar la grandeza adoptando sus actitudes mentales, una creencia que él fomentó indirectamente. Al mismo tiempo, Shiro sabía que para controlar y canalizar a la gente hacia un propósito superior, tenía que imponer su ideología personal y cómo veía el mundo que la rodeaba. Por lo tanto, estableció los dos ideales que todos los ciudadanos del Comdominio deben cumplir: Pureza y Armonía. Por Pureza, Shiro no se refería necesariamente a la pureza de acción, sino a la pureza de pensamiento, que las acciones de uno eran para el mejoramiento de su Señor y el gobierno y no por razones egoístas. Con Armonía, quiso decir que la vida de uno debe estar sincronizada con la sociedad y el Coordinador. Se desalentó el individualismo, ya que una sola persona solo podía lograr la felicidad por sí misma, sufre dolor y heridas por sí misma, y eventualmente morirá y se desvanecerá; trabajando juntos, sin embargo, el colectivo puede difundir la felicidad y compartir el dolor para que uno no se sienta abrumado, e incluso mientras muere, cada persona puede vivir para siempre en la gloria del Condominio.
Estos ideales de Pureza y Armonía aparecen, en diversas formas, entre las religiones y filosofías pan-asiáticas en las que Shiro creció, y a las que asignó a cada una de las clases sociales dentro de la sociedad Condominio. Como corresponde a las necesidades de su puesto, la nobleza es teóricamente libre de seguir cualquier tradición, aunque el confucionismo y el taoísmo han sido tradicionalmente alentados por el Coordinador para inculcar un sentido de obligación a los superiores y la capacidad de reaccionar ante situaciones fluidas. Para los militares, se asignó el confucionismo, el budismo zen y el bushido para enfocar la mente del guerrero y dejarlo libre para tomar las decisiones necesarias durante el combate. Una versión más intensificada del confucionismo fue adoctrinada en la vasta clase media, asegurando la lealtad en un estrato de la sociedad que es más vulnerable a filosofías inapropiadas. Para las clases trabajadoras, y los improductivos debajo de ellos, el sintoísmo ayuda a ocupar sus mentes durante los días de trabajo agotadores o una existencia desarraigada. El control de los templos sintoístas y el sacerdocio, sin embargo, descansa firmemente en la nobleza, quienes, irónicamente, se ven disuadidos de creer en la religión que administran.
Inevitablemente, aparecerán religiones y filosofías alternativas a lo largo de los márgenes de una sociedad tan estrictamente controlada como la draconiana, pero con un gran esfuerzo tales amenazas a la armonía social y la estabilidad de la sociedad son inevitablemente desarraigadas y destruidas. Se han hecho algunas excepciones notables en la historia del Condominio. Cuando Rasalhague se unió formalmente al Condominio después de la rebelión de McAllister, su gente practicaba una forma de cristianismo basada en el catolicismo ortodoxo oriental. Como parte de un compromiso político, se permitió a la gente conservar su religión, siempre que todas las menciones del "Señor" en las ceremonias públicas se refirieran al Coordinador. También se tolera una forma secular de judaísmo, y aquellos que mantienen sus atavíos religiosos se ven obligados a unirse a minyánes secretos para evitar la persecución. Entre los Azami, que practican una forma de Islam chiita, el Dragón hace la vista gorda a su práctica. Bajo el precepto de Taqiyya, los Azami adoptan exteriormente las reglas del Dictum Honorium, y mientras mantengan sus prácticas religiosas en los mundos controlados por Azami, los servicios de seguridad no investigan profundamente sobre la fidelidad de los Azami al Honorium.

### Pilar de Jade
Si bien otras gemas o minerales pueden tener un significado especial en otros lugares, el jade es particularmente valioso dentro del condominio Draconis como símbolo del comercio y la industria. Durante miles de años, el jade ha sido buscado no solo por su belleza estética, sino también por sus supuestas propiedades místicas para calmar la mente y ahuyentar a los espíritus malignos. Incluso los draconianos menos supersticiosos, cuando se encuentran bajo la inmensa presión de tener éxito, se detendrán y meditarán en el jade como una forma de aclarar sus pensamientos. Como tal, se pueden encontrar ejemplos de obras de arte de jade en oficinas y fábricas en todo el Condominio, generalmente tomando la forma de un pilar, árbol o disco perforado, como recordatorios a los trabajadores y ejecutivos para que se concentren en la tarea asignada. El disco perforado en particular sugiere que no se debe fijar demasiado en la riqueza material en comparación con la inmensidad de los cielos.
A pesar de su tamaño, el Condominio Draconis ha sido históricamente pobre en recursos (excepto en población), y las Guerras de Sucesión hicieron mucho para destruir lo poco que existía, pero la riqueza restante se explota al máximo en un sistema económico que puede describirse como "capitalismo dirigido por el Estado". Dentro del Condominio existen corporaciones independientes que cotizan en bolsa con sus propios consejos de administración, pero el grado en que pueden ejercer su independencia depende en gran medida de la naturaleza de su negocio. En 2985, el ministro del Tesoro Tadaki Nagai decidió que todas las empresas serían designadas como Servicio Directo (Militar) o Servicio Indirecto (Civil). Aquellos con vínculos directos con el ejército - fabricantes de armas o BattleMechs - fueron designados corporaciones de "Servicio Directo" a fines del siglo 30. Estas corporaciones tienen garantía de protección contra todas las amenazas militares y económicas, pero están sujetas a las decisiones de una junta de oficiales militares que puede invalidar cualquier acción tomada por los directores civiles. Todas las demás corporaciones fueron etiquetadas como "Servicio Indirecto", y aunque mantienen más control sobre sus propios asuntos, muchas están bajo algún nivel de supervisión directa de al menos un oficial militar, dependiendo de cuánto de sus negocios afecten directamente a las fuerzas armadas. Aunque la economía de Kurita está dirigida por el gobierno, no es una economía comunista. Puede describirse mejor como capitalismo de mercado controlado, donde las nuevas empresas pueden comenzar solo con el permiso del gobierno y deben administrarse bajo una estrecha supervisión gubernamental, pero donde las corporaciones no son propiedad del gobierno, ya que tienen las suyas propias. Los directores pueden emitir acciones si lo desean. Hay tolerancia a las pequeñas operaciones en la mayoría de los mundos, como los mercados de agricultores independientes. Si tienen demasiado éxito, suelen ser cerrados o absorbidos por una gran empresa.
Para el trabajador promedio, la lealtad a la corporación es superada solo por la lealtad al propio Coordinador. Si bien el estado brinda muchos de los mismos servicios, la vida entera de la mayoría de los trabajadores gira en torno a la corporación: nacen en hospitales, viven en viviendas y están enterrados en cementerios propiedad de la corporación. El único medio honorable de escapar de una empresa en particular es ser transferido a otra diferente o unirse al ejército; En realidad ser despedido trae vergüenza no solo al trabajador sino también a la familia por no haber criado a un miembro productivo de la sociedad. A algunos se les permite el honor de morir de hambre para que el resto de su familia pueda seguir trabajando en la misma empresa, pero con pocas o ninguna posibilidad de trabajar en otro lugar, aquellos que no se quitan la vida son relegados a las filas de los Improductivos. Aquí el único trabajo legal que se puede encontrar son trabajos peligrosos: equipos de limpieza para entornos tóxicos, sujetos de prueba de investigación o carne de cañón para las unidades de la milicia local

## Luthien
En el universo ficticio de battletech, Luthien, la capital del condominio, es un planeta densamente industrializado, recibe el apodo de la perla negra, atribuido tanto a su contaminación, como a la maldad que en sus dirigentes ven los enemigos del condominio, y es tradicionalmente la base de poder de la familia Kurita sobre el resto del condominio. Durante la Jihad de Palabra de Blake, fue salvajemente atacado con armas nucleares y químicas.